# 菩提树

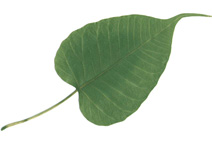
天竺菩提樹葉的典型形狀

菩提树（学名：Ficus religiosa），又稱畢缽羅樹、菩提榕，是一种桑科榕属（又称无花果属）植物。原产于印度也是印度的國樹，在中国西南部、以及中南半島也有。菩提樹的別名有：神聖之樹、思維樹、天竺菩提樹、印度菩提樹、佛樹、覺樹、道樹、道場樹。是佛教三大聖樹之一，另外兩個是：無憂樹、娑羅双樹。

## 形态和习性
天竺菩提树是一种在干燥季节落叶的半常青热带大型乔木，树高可达30米，树干直径可达3米。树干笔直，树皮为灰色。树冠为波状圆形。具有悬垂气根，在伤口處会分泌出乳汁。
叶子为浓绿色，网状叶脉，表面平滑有光泽，心形，有一个明显延伸的顶端尾尖，是热带植物排水的特征，叶长10-17厘米，叶宽8-12厘米，尾尖长2-5厘米；叶柄纤细，长6-10厘米。托叶掉落后会在枝条上留下环状的托叶环。
夏季时树干上成对出现无梗的扁球形隐花果。隐头花序，雄花、雌花和不育花（瘿花）均生长在同一榕果的内壁，但實際上菩提树是會開花的。果实为直径1-1.5厘米的小无花果，成熟时颜色由绿色变为紫色。
野生的天竺菩提树在幼时多为附生生长，但一般不会发生绞杀现象。

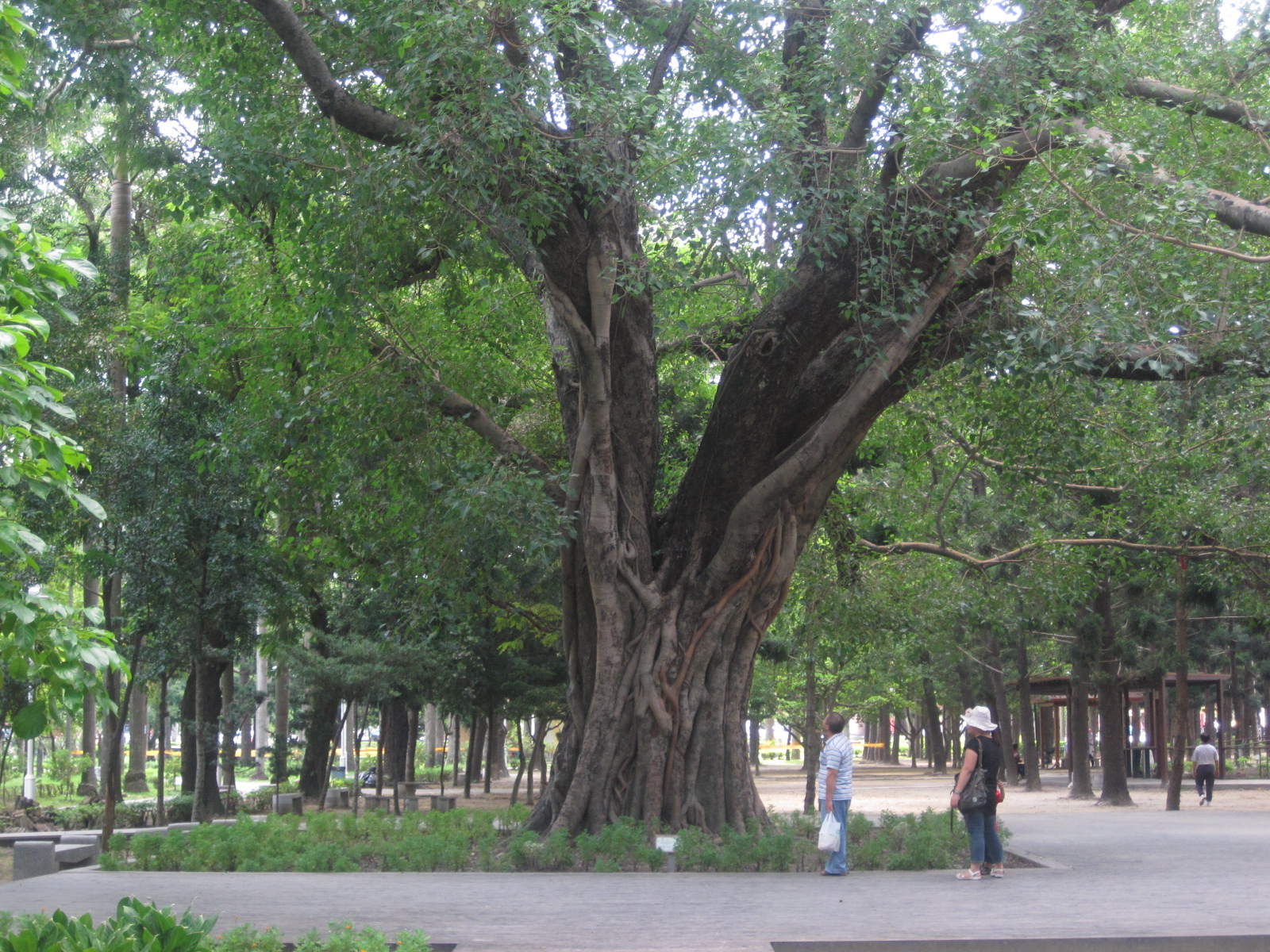
臺灣臺南公園的菩提樹，為目前臺灣已知最大的菩提樹。

菩提树绞杀其他植物仅有个别报道。

## 文化意义

### 菩提树
佛經中說，若有行者於某一樹下成就佛果，即無上菩提，此樹即名「菩提樹」，因此，「菩提樹」對於佛教信眾而言就是「聖樹」。然諸佛成道其樹各別，譬如說：「毘舍婆佛坐娑羅樹下、棄佛坐分陀利樹下、毘婆佛坐婆羅樹下、拘樓孫佛坐（尸）利沙樹下、拘那含佛坐烏暫婆羅門樹下、迦葉佛坐尼拘律樹下、釋迦牟尼佛坐畢缽羅樹下」成佛。這些樹種類及名稱原本各不相同，但都因為有行者於其樹下成佛，而都被尊稱為「菩提樹」。慧能和神秀以菩提所做的偈也广为人知：
神秀作偈：「身如菩提樹，心如明鏡臺，時時勤拂拭，勿使惹塵埃。」
慧能作偈：「菩提本無樹，明鏡亦非臺；本來無一物，何處惹塵埃？」
另外印度教、耆那教也認為菩提樹是神聖的。
菩提樹的梵語原名為“畢缽羅樹”（Pippala），因佛教的創始人釋迦牟尼佛在此樹下得成阿耨多羅三藐三菩提故，畢缽羅樹因而被尊稱為菩提樹（梵bodhivrksa），“菩提”（梵bodhi）意為“覺悟”。直到今天印度教的沙門、頭陀們還經常在菩提樹下思考。
菩提樹是印度的國樹，台灣花蓮縣的縣樹，板橋高中的校樹。晋江市的市树。

### 供養菩提樹
相傳釋迦牟尼佛在一棵菩提樹下悟道成佛，因此菩提樹在佛教文化中備受尊崇。著名的供養菩提樹有印度菩提伽耶的摩訶菩提樹、舍衛城祗園精舍內的喜智菩提樹（Anandabodhi）、斯里蘭卡阿努拉德普勒的闍耶室利摩訶菩提樹等。
至今印度菩提伽耶(Buddhagaya) 釋迦牟尼佛成佛處的菩提樹，依然受到廣大佛弟子們熱烈的鍾愛與景仰，佛弟子們頗有「睹物思人」之感：看見「菩提樹」，倍感對「釋迦佛陀」思念之情，甚至於好像時空倒轉，親見「釋迦佛陀」坐於「菩提樹」下「金剛座」一般。
這種情節在《雜阿含經》卷第二十三就有記載：我見菩提樹，便見於如來。乃至於有國王以希有珍寶「供養菩提樹」之事跡。
《大唐大慈恩寺三藏法師傳》卷3也有記載：「每至如來涅槃日，諸國王與臣僚都會到釋迦牟尼佛成道的菩提樹下，以乳灌洗，燃燈散花供養。」
公元629年許，大唐玄奘法師西行印度抵達釋迦牟尼佛成道菩提樹下時，亦五體投地，至誠禮拜菩提樹，以表菩提樹給釋迦佛遮蔽陽豔之恩，及對佛陀之感念和追思。
一棵位於斯里蘭卡阿努拉德普勒的聖菩提樹種植於公元前288年，據說源自釋迦牟尼佛在下面覺悟的那棵菩提樹，是目前有確定年齡的最古老的人工種植的被子植物。

### 代替和误认
在热带与南亚热带以外地区的寺庙常用其他树种代替菩提树。中亚热带地区寺庙多用银杏、黄葛树、椴树属树种代替菩提树，北亚热带主要为银杏; 暖温带则用黑弹树、暴马丁香作为替代树种，中温带和高原温带则主要为银杏、暴马丁香。
這些寺院之所以紛紛的使用代替樹種而名之為「菩提樹」者，就是為了紀念「釋迦牟尼佛」在「菩提樹」下成佛，而對「菩提樹」產生「聖樹」之心，並藉此表達對於「釋迦牟尼佛」至高無上之崇敬與思慕之情。
德國柏林的菩提樹下大街，德語爲Unter den Linden；奥地利作曲家舒伯特的《菩提树》，德语为Der Lindenbaum。實際上德語的Linde，Lindenbaum是椴樹而非菩提樹，这可能是早期留学生的误译，延续至今。
菩提茶（德der Lindentee，英linden tea）实际上也是用椴树叶或花泡制，同样因Linde一词的误译而有此错误的中文名称。
毕钵罗树的果子本身柔软，种子则细小，不可能用来做佛珠。最早用作佛珠材料的“菩提子”是无患子树的种子。

## 外部連結
- 菩提樹交流網 （页面存档备份，存于） - 記錄佛成道處菩提樹在世界各地的分支資訊、提供菩提樹栽植方法、及聖菩提樹分享資訊。
- 菩提樹, Putishu （页面存档备份，存于） 藥用植物圖像數據庫 (香港浸會大學中醫藥學院) （繁體中文）（英文）
- 從文獻照片看聖菩提樹之變遷 （页面存档备份，存于）